# Oligoryzomys delicatus
Espèce
Oligoryzomys delicatus, qui a pour nom commun Souris pygmée à longue queue, est une espèce sud-américaine de rongeurs de la famille des Cricetidae.

## Description
L'espèce petite a une fourrure brun jaunâtre sur le dessus, plus foncée et plus brun roux au milieu, mélangée avec parcimonie avec des poils aux pointes noircies.
Oligoryzomys delicatus est distincte de l'espèce Oligoryzomys fulvescens. Des évaluations phylogénétiques de Rogers et al. (2009) et Hanson et al. (2011) montrent que les spécimens d’Oligoryzomys du nord de l'Amérique du Sud (c'est-à-dire O. delicatus) forment un clade séparé d’O. fulvecens, espèce du Mexique et du Honduras.

## Répartition
Oligoryzomys delicatus est présente en Colombie, au nord-est de l'Équateur, au nord du Venezuela, à Trinité-et-Tobago et la région côtière des Guyanes.
Au Venezuela et dans les Guyanes, elle se trouve dans les plaines côtières et les llanos.

## Parasitologie
Oligoryzomys delicatus est porteur du Maporal orthohantavirus.